# オーシャン (装甲艦)
オーシャン (HMS Ocean) はイギリス海軍の装甲艦。プリンス・コンソート級装甲艦の3番艦である。中国艦隊に配属され、幕末・明治維新期の日本に来航した。

## 艦級
プリンス・コンソート級装甲艦は、もともとブルワーク級戦列艦として設計された。フランスが装甲艦「ラ・グロワール」を建造すると、イギリスはその対抗策として本格的な装甲艦「ウォーリア」の建造を始めたが、それに加えて竣工前のブルワーク級戦列艦を装甲艦に改造した。英国海軍では搭載する大砲の数によって艦種の分類を行っているため、戦列艦（2等艦）と同じ船体を使用しているものの、プリンス・コンソート級の正式艦種はフリゲート（5等艦）となる。しかしながら、装甲を施した戦列艦ということで戦艦とされる場合もある。

## 艦歴
1860年8月23日、デヴォンポート海軍造船所で2等戦列艦として起工。
1861年6月5日、海軍本部から全長の23フィート (7.0 m) 延長し、甲板を1層削減して装甲フリゲートへ改造するよう命令が出た。1863年3月19日に進水し、1866年7月に就役したが、実際に完成したのは同年9月6日である。
「オーシャン」は当時の英国海軍の戦列艦の常として、就役当初は海峡艦隊に配属されたが、直ちに地中海艦隊に転属となった。そこからさらに、東洋艦隊へと異動となった。ジブラルタルから香港へ航行中の1867年8月23日、帆走だけで453海里 (839 km) を航行したが、これは英国海軍装甲艦の最長帆走記録であった。1867年10月27日にバタヴィア（現在のジャカルタ）に到着した。
1867年から1872年までは中国艦隊に所属した。1868年1月1日には、僚艦11隻（他に、米国軍艦5隻、フランス軍艦1隻）と共に神戸沖に停泊し、幕府へ兵庫開港を予定通り実施するように圧力をかけている（兵庫開港要求事件）。「オーシャン」は幕末期に来航した各国海軍の艦艇の中では最大のものであった。
1869年からは中国艦隊旗艦を務めた。1872年、旗艦の任を「アイアン・デューク(HMS Iron Duke) 」と交代して帰国の途についたが、大きすぎてスエズ運河を通過できないことから喜望峰を経由したため、「オーシャン」は帆走のみで喜望峰を2回通過した唯一の装甲艦となった。極東滞在中はまともな整備が受けられなかったため、帆の多くを失い、板張り部分の痛みも深刻になっていた。そのため帰国後は1882年に売却されて解体されるまで予備艦としてドックに係留されていた。